# Episodi di Squadra speciale Lipsia (ottava stagione)
L'ottava stagione della serie televisiva Squadra speciale Lipsia è stata trasmessa in anteprima in Germania dalla ZDF tra il 24 ottobre 2007 e l'11 aprile 2008.
| nº | Titolo originale       | Titolo italiano         | Prima TV Germania | Prima TV Italia |
| -- | ---------------------- | ----------------------- | ----------------- | --------------- |
| 1  | Der tote Nachbar       |                         | 24 ottobre 2007   |                 |
| 2  | Ein fragwürdiger Deal  |                         | 31 ottobre 2007   |                 |
| 3  | Reinen Herzens         |                         | 14 novembre 2007  |                 |
| 4  | Bodyguard              |                         | 29 novembre 2007  |                 |
| 5  | Happy End              |                         | 12 dicembre 2007  |                 |
| 6  | Die Notenwenderin      |                         | 11 gennaio 2008   |                 |
| 7  | Auf dem Kriegspfad     | Sul sentiero di guerra  | 18 gennaio 2008   |                 |
| 8  | Heile Welt             | La bestia nel cuore     | 25 gennaio 2008   |                 |
| 9  | Der Kunde              | Il cliente              | 15 febbraio 2008  |                 |
| 10 | Donald                 | Donald                  | 22 febbraio 2008  |                 |
| 11 | Der Komplize           | Il complice             | 29 febbraio 2008  |                 |
| 12 | Das Pessachst          | La pasqua ebraica       | 7 marzo 2008      |                 |
| 13 | Hajos Geheimnis        | Il segreto di Hajo      | 14 marzo 2008     |                 |
| 14 | Grauzone               | Conti col passato       | 28 marzo 2008     |                 |
| 15 | Dienst nach Vorschrift | I rischi del mestiere   | 4 aprile 2008     |                 |
| 16 | Unerwarteter Nahschuss | Passato senza giustizia | 11 aprile 2008    | 15 maggio 2010  |